# 곡강교 (포항시)
곡강교(曲江橋)는 대한민국의 경상북도 포항시 북구 흥해읍 용전리를 연결하는 곡강천의 다리이다. 국도 제7호선과 아시안 하이웨이 6호선(동해대로)의 일부 구간이기도 하다.현재 포항 시내버스 500번(좌석), 흥해-덕성(지선) 등의 포항↔영덕간 시외버스를 운행할 수 있다.

## 같이 보기
- 흥해읍
- 곡강천